# 1943 en Saskatchewan
Chronologie de la Saskatchewan
- 1939
- 1940
- 1941
- 1942
- 1943
- 1944
- 1945
- 1946
- 1947

Cette page concerne des événements d'actualité qui se sont produits durant l'année 1943 dans la province canadienne de la Saskatchewan.

## Politique
- Premier ministre : William John Patterson
- Chef de l'Opposition :
- Lieutenant-gouverneur : Archibald Peter McNab
- Législature :